# Notranje Gorice
Notranje Gorice este o localitate din comuna Brezovica, Slovenia, cu o populație de 1.476 de locuitori. Municipalitatea face parte din regiunea tradițională Inner Carniola și este acum inclusă în regiunea statistică a Sloveniei Centrale . Aceasta include satele de la Pri Ljubljanici (de-a lungul drumului spre Log pri Brezovici), Pod Kamnom (pe ambele părți ale căilor ferate lângă gară), Vrtovi (sub căile ferate), Gmajna (în mlaștină până la nord-est) , și Žabnica (deasupra dealului Plešivica).

## Numele
Numele "Notranje Gorice" înseamnă literalmente "dealuri interioare", referindu-se la un cluster de dealuri din mlaștina Ljubljana: Dealul Plešivica, Marele Vârf (Sloveni: Veliki Vrh), Dealul Gulč și altele. Numele distinge așezarea de Vnanje Gorice vecine (literal, "dealuri exterioare") în nord-est. Numele este derivat din substantivul slovac comun gorica 'hill', o diminuare a muntelui gora. În trecut, așezarea era cunoscută ca Innergoritz în germană.